# فرودگاه شهری ممفیس
فرودگاه شهری ممفیس (به انگلیسی: Memphis Municipal Airport) یک فرودگاه همگانی بهره‌برداری هوایی است که یک باند فرود چمن دارد و طول باند آن ۸۳۸ متر است. این فرودگاه در کشور ایالات متحده آمریکا قرار دارد و در ارتفاع ۶۴۱ متری از سطح دریا واقع شده‌است.